# Bingo Airways
Bingo Airways est une compagnie aérienne charter ayant son siège à l'aéroport Frédéric-Chopin de Varsovie et à l'aéroport de Katowice-Pyrzowice. Elle exploite quatre Airbus A320 de 180 sièges. Elle se concentre sur des destinations en Autriche, Allemagne, Belgique, Égypte, Israël, Turquie, Grèce, Espagne, Tunisie, France, Pays-Bas, Suède et Suisse au départ de la Pologne. Bingo Airways a été fondée en novembre 2011 et a effectué son premier vol le 15 mai 2012.
Bingo Airways est caractérisée pour le visage souriant et le nez rouge brillant ornant l'avant de ses appareils.
Le 10 janvier 2014, le directeur des ventes de Bingo Airways, Piotr Samson a annoncé que la compagnie envisageait de lancer des lignes régulières sans pouvoir dévoiler d'informations sur les destinations et la date de début des opérations avant que les plans ne soient finalisés.

## Flotte
En juin 2013, la flotte de Bingo Airways se composait de:

## Destinations
Destinations desservies par Bingo Airways:
 Allemagne
- Francfort-sur-le-Main – Aéroport de Francfort-sur-le-Main
- Munich – Aéroport Franz-Josef-Strauß de Munich

 Autriche
- Vienne – Aéroport international de Vienne

 Belgique
- Bruxelles – Aéroport de Bruxelles-National

 Bulgarie
- Bourgas – Aéroport de Bourgas
- Varna – Aéroport de Varna

 Croatie
- Dubrovnik – Aéroport de Dubrovnik

 Espagne
- Fuerteventura – Aéroport de Fuerteventura
- Lanzarote - Aéroport de Lanzarote
- Tenerife – Aéroport de Tenerife Sud

 Égypte
- Charm el-Cheikh – Aéroport international de Charm el-Cheikh
- Hurghada – Aéroport international de Hurghada
- Taba – Aéroport international de Taba

 France
- Paris – Aéroport de Paris-Charles-de-Gaulle

 Grèce
- Héraklion – Aéroport international d'Héraklion Níkos-Kazantzákis
- Rhodes – Aéroport de Rhodes

 Hongrie
- Budapest – Aéroport international de Budapest-Ferenc Liszt

 Israël
- Tel Aviv – Aéroport international de Tel Aviv-David Ben Gourion

 Italie
- Palerme – Aéroport de Palerme

 Pays-Bas
- Amsterdam – Aéroport d'Amsterdam-Schiphol

 Pologne
- Cracovie – Aéroport Jean-Paul II de Cracovie
- Gdańsk – Aéroport Lech Wałęsa de Gdańsk
- Katowice – Aéroport de Katowice-Pyrzowice Base
- Poznań – Aéroport Henryk-Wieniawski de Poznań
- Varsovie – Aéroport Frédéric-Chopin de Varsovie Base
- Wrocław – Aéroport Nicolas-Copernic de Wrocław Base

 Suède
- Stockholm – Aéroport de Stockholm-Arlanda

 Suisse
- Genève – Aéroport international de Genève
- Zurich – Aéroport international de Zurich

 Tunisie
- Djerba – Aéroport international de Djerba-Zarzis
- Enfidha – Aéroport international d'Enfidha-Hammamet
- Monastir – Aéroport international de Monastir Habib-Bourguiba

 Turquie
- Antalya – Aéroport d'Antalya
- Bodrum – Aéroport de Bodrum